# Ptocheuusa
Ptocheuusa é um gênero de traça pertencente à família Agonoxenidae.